# Reighardia sternae
Reighardia sternae is een kreeftachtigensoort uit de familie van de Reighardiidae. De wetenschappelijke naam van de soort is voor het eerst geldig gepubliceerd in 1864 door Diesing.